# أنا رجلك
أنا رجلك هو فيلم رومانسي خيال علمي ألماني من كتابة وإخراج ماريا شرادر ومن بطولة مارين إيجيرت،دان ستيفنز وساندرا هولر.تم اختيار الفيلم ليمثل ألمانيا في جائزة الأوسكار لأفضل فيلم بلغة أجنبية 2022.